# بابی پورتیس
بابی پورتیس (انگلیسی: Bobby Portis؛ زادهٔ ۱۰ فوریهٔ ۱۹۹۵) یک بازیکن بسکتبال اهل ایالات متحده آمریکا است.
از باشگاه‌هایی که در آن بازی کرده‌است می‌توان به شیکاگو بولز اشاره کرد.